# Edoardo Bennato
Edoardo Bennato (Napels, 23 juni 1946) is een Italiaans zanger.
Als geboren Napolitaan maakte hij eerst enkele liedjes over zijn stad alvorens vanaf 1980 commerciëler te worden.
In 1990 werd hem gevraagd om samen met Gianna Nannini het lied voor de wereldkampioenschap voetbal te zingen dat in Italië gehouden werd. Un'estate Italiana, wat zoveel betekent als Een Italiaanse zomer, werd een ferme hit. De Italianen wonnen de titel niet, maar toen ze dat in 2006 wel deden, weerklonk het lied prompt in het Berlijnse stadion.

## Discografie
- Non farti cadere le braccia (1973)
- I buoni e i cattivi (1974)
- Io che non sono l'imperatore (1975) (*)
- La torre di Babele (1976)
- Burattino senza fili (1977)
- Uffà! Uffà! (1980)
- Sono solo canzonette (1980)
- È arrivato un bastimento (1983)
- È goal! (Edoardo Bennato live) (1984)
- Kaiwanna (1985)
- OK Italia (1987)
- Edoardo live (1987)
- Il gioco continua (mini LP) (1988)
- Abbi dubbi (1989)
- Edo rinnegato (1990)
- Capitan Uncino (1992)
- È asciuto pazzo 'o padrone (1992)
- Il paese dei balocchi (1992)
- Se son rose fioriranno (1994)
- Le ragazze fanno grandi sogni (1995)
- All the best (1996)
- Quartetto d'archi (1996)
- Sbandato (1998)
- Gli anni settanta (2 cd) (1998)
- Sembra ieri (2000)
- Afferrare una stella (2001)
- Il principe e il pirata (2001)
- L'uomo occidentale (2003)
- Totò Sapore e la Fantastica Storia della Pizza (2003)
- La fantastica storia del Pifferaio Magico (2005)